# Министерство кооперации, труда и социального обеспечения Ирана
Министерство кооперации, труда и социального обеспечения Исламской Республики Иран (перс. وزارت تعاون، کار و رفاه اجتماعی جمهوری اسلامی ایران‎) — государственный орган исполнительной власти Исламской Республики Иран, осуществляющий функции по выработке государственной политики и нормативно-правовому регулированию в сфере демографии, труда, уровня жизни и доходов, оплаты труда, пенсионного обеспечения, включая негосударственное пенсионное обеспечение, социального страхования, условий и охраны труда, социальной защиты и социального обслуживания населения, а также по управлению государственным имуществом и оказанию государственных услуг в установленной сфере деятельности.

## История
Министерство кооперации, труда и социального обеспечения Ирана было образовано 3 августа 2011 года путём объединения трёх ведомств:
- Министерство труда и социального обеспечения Ирана (1950—2011 гг.)
- Министерство кооперации Ирана (1991—2011)
- Министерство социального обеспечения и защиты Ирана (2004—2011)

## Функции Министерства
Министерство осуществляет функции по выработке государственной политики и нормативно-правовому регулированию в следующих областях:
- демография,
- труд,
- уровня жизни и доходов,
- оплаты труда,
- пенсионного обеспечения, включая негосударственное пенсионное обеспечение,
- социального страхования, условий и охраны труда,
- социальной защиты и социального обслуживания населения,
- управление государственным имуществом и оказанию государственных услуг в установленной сфере деятельности.

## Подведомственные организации
1. Организация по социальному обеспечению
2. Организация по техническому и профессиональному обучению
3. Фонд им. Имама Реза
4. Фонд социального страхования сельских жителей и племён
5. Организация социального обеспечения
6. Организация по медицинскому страхованию
7. Банк развития кооперации
8. Научно-исследовательский центр по охране труда и производственной санитарии
9. Пенсионный фонд
10. Институт труда и социального обеспечения
11. Фонд гарантирования инвестиций и кооперации